# Bottecchia
Bottecchia Cicli S.r.l.  est une entreprise italienne de production de cadres pour vélos de route et VTT.
L'entreprise a été fondée en 1909 par Ottavio Bottecchia et Teodoro Carnielli avec le nom Carnielli.

## Historique
En 1926, en collaboration avec Theodor Carnielli, Bottecchia   démarre son entreprise comme fabricant de bicyclettes, en utilisant son nom de famille comme marque. Après sa mort en 1927, l'entreprise a continué à se développer grâce à la famille Carnielli, et la marque est,  devenue au fil des années, l'un des plus importantes dans le domaine du  vélo de route, du VTT et de course.
Au début des années 2010, elle a fourni l'équipe Acqua&Sapone.
L'entreprise  est spécialisée dans la production de vélos de route, VTT et accessoires et textiles pour le cyclisme.

## Sponsoring
- 1949-1957 : équipe cycliste Bottecchia
- 2012 : Andalucia[3], Amore&Vita[4], KM Bottecchia Pro Team (VTT)

## Galerie

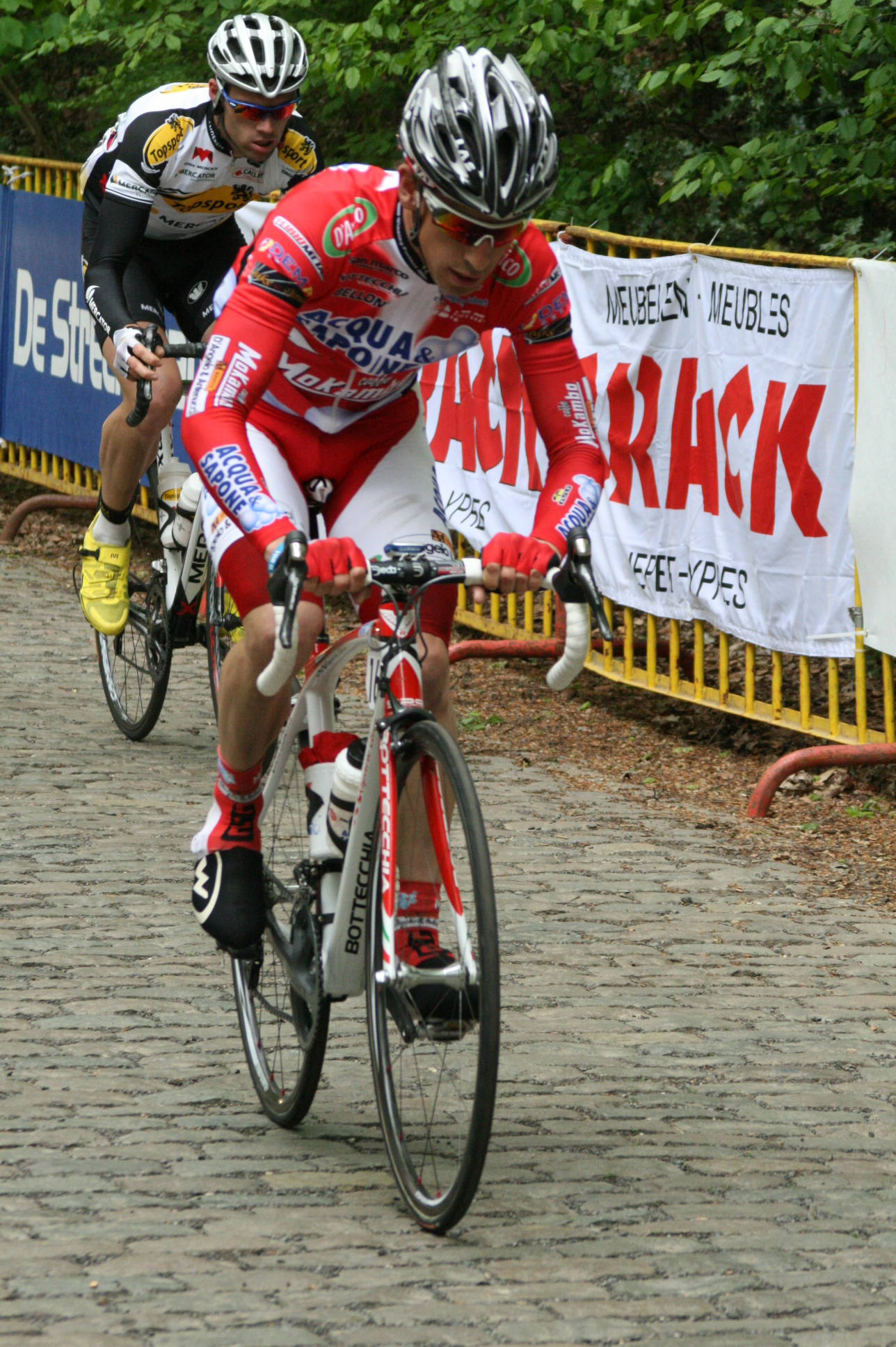
Un vélo Bottecchia aux Quatre jours de Dunkerque 2010.
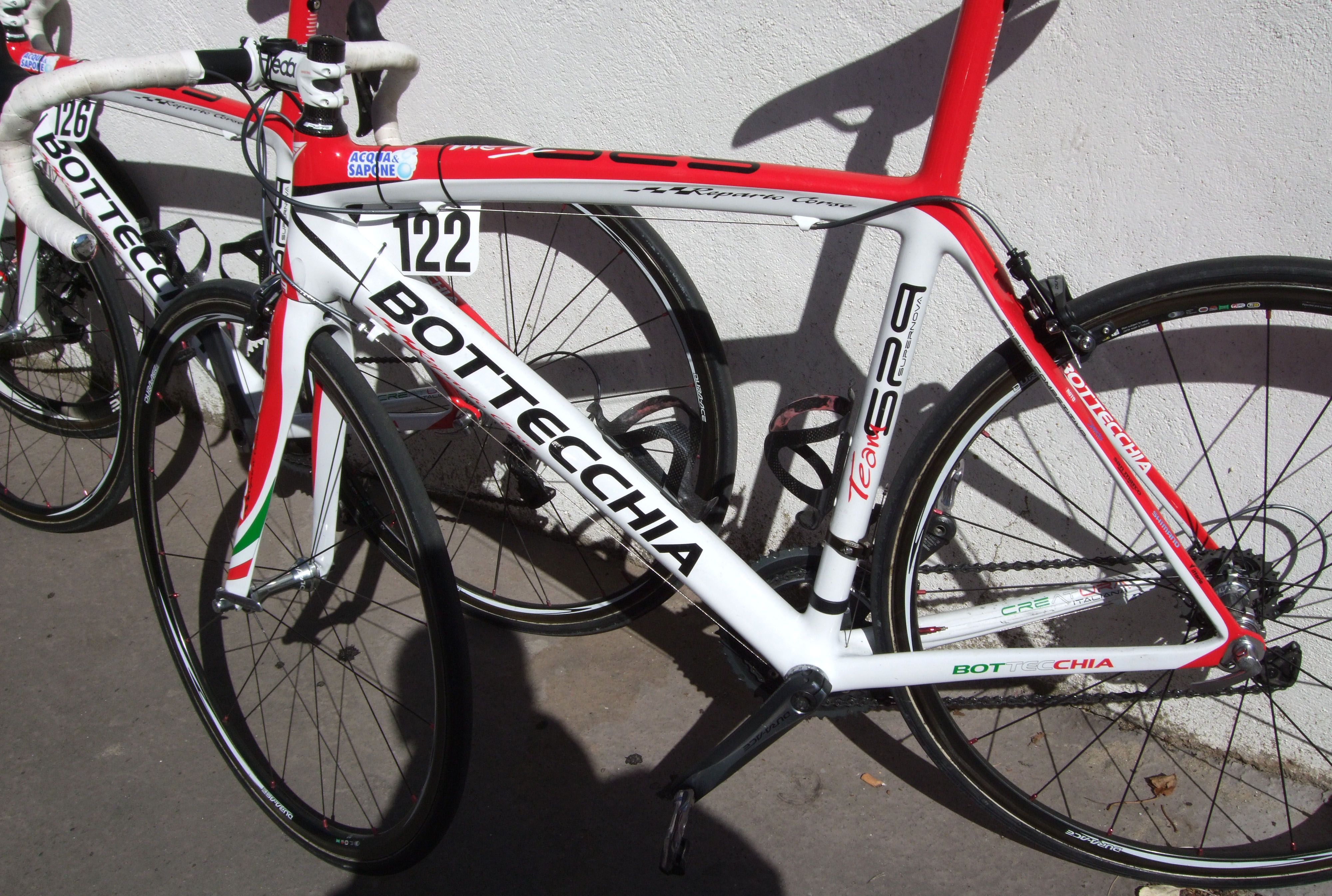
Un vélo Bottecchia Tour du Poitou-Charentes 2010.